# Chad Fleischer
Chad Fleischer (Columbus, 4 gennaio 1972) è un ex sciatore alpino statunitense.

## Biografia
Specialista delle prove veloci originario di Vail, Chad Fleischer esordì in campo internazionale in occasione dei Mondiali juniores di Geilo/Hemsedal 1991, piazzandosi 13º nella discesa libera. Disputò la sua prima gara in Coppa del Mondo il 12 dicembre 1993 sulle nevi di Val-d'Isère, giungendo 68º in supergigante, e debuttò ai Giochi olimpici invernali a Lillehammer 1994, dove non portò a termine né il supergigante né la combinata. Ai suoi primi Campionati mondiali, Sierra Nevada 1996, fu 22º nella discesa libera, 26º nel supergigante e 27º nella combinata; l'anno dopo, nella rassegna iridata di Sestriere, si classificò invece 18º nella discesa libera e 31º nel supergigante.
Ai XVIII Giochi olimpici invernali di Nagano 1998, sua ultima presenza olimpica, fu 34º nel supergigante e non completò la combinata. Nella stagione successiva colse il suo unico podio in Coppa Europa, il 22 dicembre ad Altenmarkt-Zauchensee (3º in supergigante), e partecipò ai Mondiali di Vail/Beaver Creek, dove si piazzò 23º nella discesa libera e 6º nel supergigante vinto a pari merito dall'austriaco Hermann Maier e dal norvegese Lasse Kjus. Un mese dopo, il 10 marzo in Sierra Nevada in Spagna, conquistò l'unico podio in Coppa del Mondo di carriera, arrivando 2º in discesa libera alle spalle di Kjus per 16 centesimi di secondo.
Nel 2001 prese parte a Sankt Anton am Arlberg ai suoi ultimi Mondiali, classificandosi 11º nella discesa libera e non completando il supergigante, e il 29 dicembre 2001 terminò l'attività agonistica concludendo 10º nella discesa libera di Coppa del Mondo disputata a Bormio.

## Palmarès

### Coppa del Mondo
- Miglior piazzamento in classifica generale: 32º nel 1999
- 1 podio (in discesa libera):
  - 1 secondo posto

### Coppa Europa
- 1 podio (dati dalla stagione 1994-1995):
  - 1 terzo posto

### Campionati statunitensi
- 4 medaglie (dati dalla stagione 1994-1995)[2]:
  - 2 ori (discesa libera nel 1996; discesa libera nel 1999)
  - 1 argento (supergigante nel 1999)
  - 1 bronzo (discesa libera nel 2001)